# انتقادها از سازمان تجارت جهانی
به سازمان تجارت جهانی انتقادهای گوناگونی وارد شده‌است. برخی از مهم‌ترین آن‌ها در زیر آمده‌است:
- هدف بیان شدهٔ سازمان تجارت جهانی این است که تجارت آزاد را ارتقا بدهد و رشد اقتصادی ایجاد کند. اعمال و روش‌های سازمان تجارت جهانی مقاومت‌ها و مخالفت‌های زیادی را ایجاد کرده‌است. در بین دیگر انتقادها، این سازمان متهم شده‌است که اختلاف طبقاتی بین فقیران و ثروتمندان را زیادکرده‌است در حالی که این سازمان ادعا می‌کند که این اختلاف را کاهش می‌دهد.[۱]
- به عقیدهٔ مخالفان برنامه‌های سازمان تجارت جهانی، این سازمان، تریبونی است که از طریق آن کشورها می‌توانند خواست‌های شرکت‌های خود را به کرسی بنشانند. هیچ کشوری به اندازهٔ آمریکا در استفاده از سازمان تجارت جهانی برای گشودن بازارهای خارجی و دفاع از صنایع داخلی‌اش فعال نبوده‌است. این سازمان بدون توجه به حقوق کارگران و حفظ محیط زیست، از قدرت خود برای واداشتن کشورها(ازجمله آمریکا) به فسخ سایر موافقت نامه‌ها و لغو قوانین ملی (از همه معروف‌تر لغو قانون مربوط به حمایت از لاک پشت‌های دریایی از خطر انقراض) به عنوان بخش از مسئولیت‌اش استفاده می‌کند، با این استدلال که چنین «محدودیت‌هایی» موانعی در مقابل تجارت جهانی هستند. چنین مواضعی ست که سازمان تجارت جهانی را نزد طرفداران محیط زیست و فعالان حقوق کارگری نامحبوب کرده‌است. متن صفحه.[۲] شرکت‌های فراملیتی و نهادهای مالی طرف‌های عمدهٔ ذی‌نفع از قوانین و سازو کارهای اجرایی هستند که نهادهای مالی جهانی را رواج می‌دهند، گرچه این سیاست‌ها را به عنوان منافع تمام شهروندان جهان عرضه می‌کنند. مقاومت در برابر پیامدهای غالباً واپس‌گرایانهٔ چنین سیاست‌هایی آشکارتر و سازمان یافته تر شده‌است.[۲] نمونه‌هایی از این مبارزات عبارتند از:

## جنبش‌های اعتراضی
جنبش‌های اعتراضی گوناگونی علیه سیاست‌های سازمان تجارت جهانی صورت گرفته‌است. و برخی از مهم‌ترین آن‌ها عبارتند از:

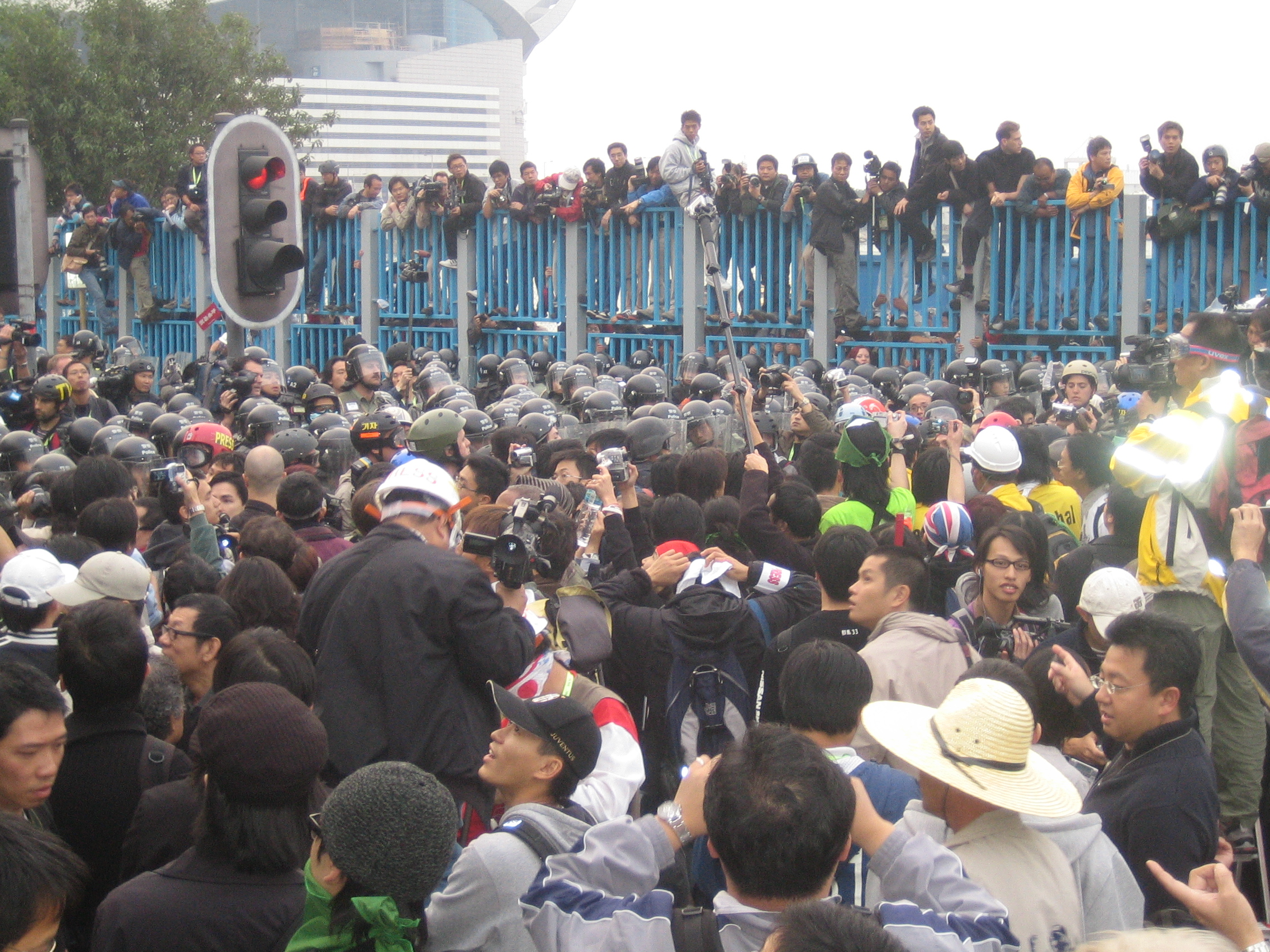
Protestors clashing with هنگ کنگ police in the Wan Chai waterfront area during the WTO Ministerial Conference of ۲۰۰۵.

- سیاتل در سال ۱۹۹۹
- واشنگتن (۱۶ اوریل ۲۰۰۰)
- میلو (۳۰ ژوئن ۲۰۰۰)
- ملبورن (۱۱ سپتامبر ۲۰۰۰)
- پراگ (۲۶ دسمابر ۲۰۰۰)
- سئول (۱۰ اکتبر ۲۰۰۰)
- نیس (۶ و ۷ دسامبر ۲۰۰۰)
- واشنگتن (۲۰ژانویه ۲۰۰۱)
- کِبِک‌سیتی (۲۰و ۲۱ آوریل ۲۰۰۱)
- گوتنبرگ (۱۴ و ۱۶ ژوئن ۲۰۰۱)
- Protestors clashing with هنگ کنگ police in the Wan Chai waterfront area during the WTO Ministerial Conference of ۲۰۰۵.

## نقدکنندگان و مخالفین تجارت جهانی
- مایکل مور
- نوام چامسکی
- نائومی کلاین
- رالف نادر
- دنیس کوسینیچ
- سلسو اَموریم (Celso Amorim)
- لوئیس ایناسیو لولا داسیلوا
- راج پاتِل Raj Patel
- ژوزه بووه Jose Bove
- واندانا شیوا
- Walden Bello
- ارونداتی روی
- طارق علی
- Lori Wallach
- Martin Khor
- ایمی گودمن
- زیرفرمانده مارکوس
- اوو مورالس
- Charles Kernaghan
- جوزف استیگلیتز
- The Yes Men
- Via Campesina
- Abahlali baseMjondolo
- جنبش پیرو فرمانروایی جهانی